# Gary Demos
Gary Alfred Demos (geboren am 13. September 1950 in Los Angeles County) ist ein amerikanischer, preisgekrönter Visual-Effects-Experte für die Filmbranche.

## Leben
Demos studierte an der University of Southern California und dem California Institute of Technology, wo er 1971 seinen B.Sc. machte. Einer seiner Mentoren dort war John Whitney, Sr. Dieser beschäftigte sich mit computergenerierten Bildern für den Filmbereich, einem Bereich für den sich auch Demos interessieren sollte. 
Am Anfang der 70er-Jahre arbeitete er als Computergrafiker auf Projektbasis für Vector General. Außerdem arbeitete er für IBM als Berater für Erklärungsfilme über Computer. In dieser Funktion lernte er auch die Professoren an der University of Utah Ivan Sutherland und Dave Evans kennen und ging 1973 zu Evans and Sutherland Computer Corporation. Bei Letzteren hat er unter anderem an einem Flugsimulator für die Lufthansa und die NASA mitgearbeitet.
Von 1974 bis 1981 arbeitete er gemeinsam mit John Whitney, Jr. als Wissenschaftler bei Information International, Inc. Dort entwickelte er sowohl Hardware als auch Software, die visuelle Effekte für Filme generierte. Die Software wurde in den Filmen Futureworld und Kein Mord von der Stange eingesetzt.
1981 gründete Demos gemeinsam mit Whitney Digital Productions, das bis 1986 fortbestand. Danach leitete er zwei Jahre, bis 1988, wiederum mit Whitney Whitney-Demos Productions. Anschließend gründete Demos DemoGraFX, das bis 2003 existierte. 2005 gründete er Image Essence LLC.
2008 begann er bei Lowry Digital zu arbeiten. 
Demos ist Fellow der Society of Motion Picture and Television Engineers.
Demos lebt mit seiner Frau in Los Angeles.

## Auszeichnungen
Für seine Arbeit ist Demos mehrfach ausgezeichnet worden. 1985 erhielt er gemeinsam mit Whitney einen Academy Scientific & Engineering Award, zehn Jahre später teilte er sich diesen mit Dan Cameron, David DiFrancesco, Gary Starkweather und Scott Squires. In diesem Fall ging es um das Scannen von Filmen zur anschließenden Bearbeitung.
Im Jahr darauf, 1996, erhielt er gemeinsam mit David Ruhoff, Can Cameron und Michelle Feraud einen Oscar für technische Verdienste.
2006 wurde Demos mit dem Gordon E. Sawyer Award, einem Ehrenoscar, ausgezeichnet.